# いろは町 (名古屋市)
いろは町（いろはちょう）は、愛知県名古屋市港区の地名。現行行政地名はいろは町1丁目からいろは町5丁目。住居表示未実施地域。

## 地理
名古屋市港区中央部に位置する。西は築盛町、南は幸町、北は本宮町・金船町に接する。

## 歴史

### 町名の由来
熱田前新田のうち中之割の「いの割」「ろの割」「はの割」の各一部の区域により成立したことに由来する。なお「いろは」という地名は、当町名成立以前から熱田前新田の小字として使われていた。

### 行政区画の変遷
- 1950年（昭和25年）12月15日 - 港区熱田前新田（字いろは）の一部により、同区いろは町一丁目から四丁目が成立[8][1]。寛政土地区画整理組合の換地処分による。
- 1965年（昭和40年）5月31日 - 幸町・中之島通・寛政町・熱田前新田の各一部を編入[1]。

## 世帯数と人口
2019年（平成31年）3月1日現在の世帯数と人口は以下の通りである。
| 町丁・丁目 | 世帯数  | 人口    |
| ---------- | ------- | ------- |
| いろは町   | 791世帯 | 1,695人 |

### 人口の変遷
国勢調査による人口の推移
| 1995年（平成7年）  | 1,443人 | [ 9 ]  |  |
| 2000年（平成12年） | 1,484人 | [ 10 ] |  |
| 2005年（平成17年） | 1,800人 | [ 11 ] |  |
| 2010年（平成22年） | 1,758人 | [ 12 ] |  |
| 2015年（平成27年） | 1,766人 | [ 13 ] |  |

## 学区
市立小・中学校に通う場合、学校等は以下の通りとなる。また、公立高等学校に通う場合の学区は以下の通りとなる。
| 番・番地等 | 小学校               | 中学校               | 高等学校 |
| ---------- | -------------------- | -------------------- | -------- |
| 全域       | 名古屋市立大手小学校 | 名古屋市立港南中学校 | 尾張学区 |

## 施設
- 協同肥料[7]
- 日東肥料化学工業[7]
- いろは公園[7]

1960年（昭和35年）4月1日供用開始。
- 名古屋市営いろは荘[7]
- 愛知県警察港警察署大手交番[7]
- 名古屋市上下水道局材料所[7]

## 交通
- 国道23号（名四国道）

## その他

### 日本郵便
- 郵便番号 : 455-0052[4]（集配局：名古屋港郵便局[17]）。